# Étienne Rey (dramaturge)
Pour les articles homonymes, voir Étienne Rey et Rey.
Élie Pierre Étienne Rey, né le 28 février 1879 à Saint-Pardoux-la-Rivière (Dordogne) et mort le 14 février 1965 dans le 16e arrondissement de Paris, est un écrivain, dramaturge et critique littéraire français.
C'est un des premiers auteurs à succès de la maison d'édition Grasset. 
Sa pièce La belle aventure, coécrite avec Robert de Flers et Gaston Arman de Caillavet a été créée en 1913 au Théâtre du Vaudeville, et reprise à de nombreuses occasions. Elle a été adaptée au cinéma en 1932 sous le titre La Belle Aventure.

## Œuvres
Théâtre
- 1911 : Sous la lumière rouge, drame en 3 actes avec Maurice Level, au théâtre du Grand-Guignol (9 mai)
- 1911 : Peau neuve, comédie en 2 actes, au théâtre Michel (28 décembre)
- 1913: La Belle aventure[5], comédie en 3 actes avec Gaston Arman de Caillavet et Robert de Flers, au théâtre du Vaudeville (23 décembre). Reprise au théâtre de l'Odéon en 1927 et 1949[6]
- 1924 : Ce que femme veut, comédie en 3 actes avec Alfred Savoir, au théâtre des Mathurins (5 janvier)
- 1927 : Miche, comédie en 3 actes, au théâtre de la Madeleine (17 décembre).

Études
1909 : De l’Amour, éditions Grasset
- 1912 : La Renaissance de l'orgueil français, éditions Grasset
- 1925 : Éloge du mensonge, éditions Hachette
- 1926 : Le Livre de Stendhal sur l'amour, éditions La Revue de Paris
- 1929 : La Vie amoureuse de Berlioz, éditions Flammarion.

Romans
- 1921 : Ariane, éditions Albin Michel
- 1944 : La belle Émilie, Lille, éditions Janicot.

## Distinctions
- Croix de guerre 1914-1918
- Chevalier de la Légion d'Honneur (décret du 13 août 1924 du ministre des Pensions). Parrain : José Germain.
- Officier de la Légion d'Honneur (décret du 31 juillet 1934 du ministre de l'Éducation nationale). Parrain : Claude Farrère.